# ISAF-Operationsführung im Raum Kundus (2009–2014)
Seit der ersten Jahreshälfte 2009 unternahmen deutsche Soldaten der ISAF zusammen mit Soldaten der Afghanischen Nationalarmee und weiteren afghanischen Sicherheitskräften (Afghanische Nationalpolizei, Geheimdienst Nationale Sicherheitsdirektion) mehrere militärische Operationen zur Stabilisierung der Region Kunduz in Nordafghanistan, in der es seit Anfang 2009 zu einem massiven Anstieg der Präsenz von Taliban-Kämpfern, Kriminellen, Drogenschmugglern und Aufständischen gekommen war. Die Kampfhandlungen und die damit einhergehende offensive Kriegführung der alliierten Truppen begannen nach einem missglückten Anschlag von Aufständischen auf das Provincial Reconstruction Team (PRT) Kunduz kurz nach dem Besuch der deutschen Bundeskanzlerin Angela Merkel am 7. April 2009, war aber bereits zuvor geplant.

## Ursachen für das verstärkte Auftreten von Aufständischen im Raum Kunduz
Vor dem Sturz der Taliban-Regierung im Dezember 2001 durch die Invasion einer US-geführten Militärallianz war die Provinz Kunduz eine Hochburg der Taliban in Afghanistan und Frontstadt im jahrelangen Bürgerkrieg zwischen der Nordallianz und den islamistischen Radikalen.
2003 begannen Einheiten der ISAF unter deutscher Führung mit der Stationierung von Truppen im Norden Afghanistans (Regionalkommando Nord) und dem Aufbau zweier Wiederaufbauteams in Kunduz und Faizabad zur Herstellung der Sicherheit für den Wiederaufbau des Landes. Die Taliban waren zu diesem Zeitpunkt bereits größtenteils aus der Region Kunduz geflohen oder waren nach Ende der Kämpfe gefangen genommen worden.
Die multinationale Truppe (Deutschland, Belgien, Luxemburg, Kroatien) im PRT Kunduz sah sich bis 2007 hauptsächlich der Bedrohung durch Unkonventionelle Spreng- und Brandvorrichtung (USBV oder IED – Improvised Explosive Device), Selbstmordattentäter und gelegentliche Anschläge mit Handwaffen durch Kriminelle gegenüber. Ein Wiedererstarken der Taliban wurde erst im Mai 2007 offensichtlich, als drei deutsche Soldaten auf dem Marktplatz von Kunduz durch einen Selbstmordattentäter getötet wurden. Der Anschlag markierte das Ende der relativen Stabilität in dieser Provinz. Dies wurde vor allem durch die seit September 2007 massiven, anhaltenden Angriffe mit ungelenkten Raketen auf das deutsche Feldlager sichtbar.
Diese Entwicklung bewog das deutsche Verteidigungsministerium Ende 2007 dazu, Verstärkungskräfte nach Kunduz zu entsenden, um mehr Präsenz in der Fläche zeigen und jegliche terroristische Aktivität unterbinden zu können. Die dann im Februar 2008 eintreffenden 200 Fallschirmjäger und Aufklärungskräfte sorgten sehr schnell für eine spürbare Verbesserung der Sicherheitslage in der Provinz und einen Rückgang der Raketenangriffe auf das Feldlager. Das offensive Vorgehen der Fallschirmjäger führte jedoch auch zu einer Zunahme der Anzahl an Verwundeten und Gefallenen auf Seiten der ISAF. So wurde ein Fallschirmjäger des Fallschirmjägerbataillons 263 am 27. August während einer Patrouillenfahrt bei der Durchquerung einer Flussfurt bei Kunduz durch eine Sprengfalle tödlich verwundet. Zwei Fallschirmjäger desselben Bataillons fielen am 20. Oktober im Chahar Darreh-Distrikt während der Durchführung einer Operation durch einen Selbstmordattentäter.
Mit der Ankündigung des neu gewählten US-Präsidenten Barack Obama, das Truppenkontingent der ISAF in Afghanistan um 17.000 US-Soldaten erhöhen zu wollen und den Kampf gegen die Taliban im stark umkämpften Osten und Süden des Landes massiv auszuweiten sowie gleichzeitig den Drogenanbau, nachweisliche Quelle der Terrorfinanzierung, zu unterbinden, hat der Einsatz der internationalen Schutztruppe eine neue Qualität erhalten. Um den Wiederaufbau in Sicherheit garantieren zu können, mussten zunächst der Vormarsch und Einfluss radikaler Aufständischer gestoppt werden.
Das verstärkte Auftreten von Aufständischen im Norden resultierte demzufolge zum einen aus dem enormen militärischen Druck, den die ISAF in Ost- und Südafghanistan sowie in den Stammesgebieten Pakistans aufbauen konnte. Ausweichende Kämpfer versuchten nun verstärkt, in den Westen und Norden des Landes, entlang der ganz Afghanistan umspannenden „Ring-Road“ zu gelangen, um ihren militärischen Schwerpunkt dorthin zu verlagern. Zum anderen sorgte die Bekämpfung der Führungsriege von Taliban und Al-Qaida in Pakistan durch US-gelenkte Drohneneinsätze für die Forderung nach dem Aufbau einer zweiten Front im Norden, was eine Ausweitung von Anschlägen, Angriffen und Terror gegen die ISAF-Truppe im Regionalkommando Nord zur Folge hatte. So ordnete das Führungsgremium der Taliban in Quetta an, dass die Talibananführer in Kunduz den Kampf gegen ausländische Truppen verstärken sollten. Vermutetes Ziel der Aufständischen ist es dabei, die Nordregion so zu schwächen, dass Deutschland sein Engagement in Afghanistan beendet und damit die internationale militärische Kooperation in Afghanistan in hohem Maße geschwächt wird.
Im Zuge der pakistanischen Militäroffensive im Swat-Tal von April bis Juni 2009 und anschließend in den paschtunischen Stammesgebieten mit dem Ziel der Zerschlagung der Taliban in Pakistan erhöhte sich zudem die Präsenz islamistischer und vor allem ausländischer Kämpfer in Nordafghanistan, die von den Schlachtfeldern Pakistans nach Westen über die beiderseitige Grenze fliehen konnten.

## Verlauf der Operationen

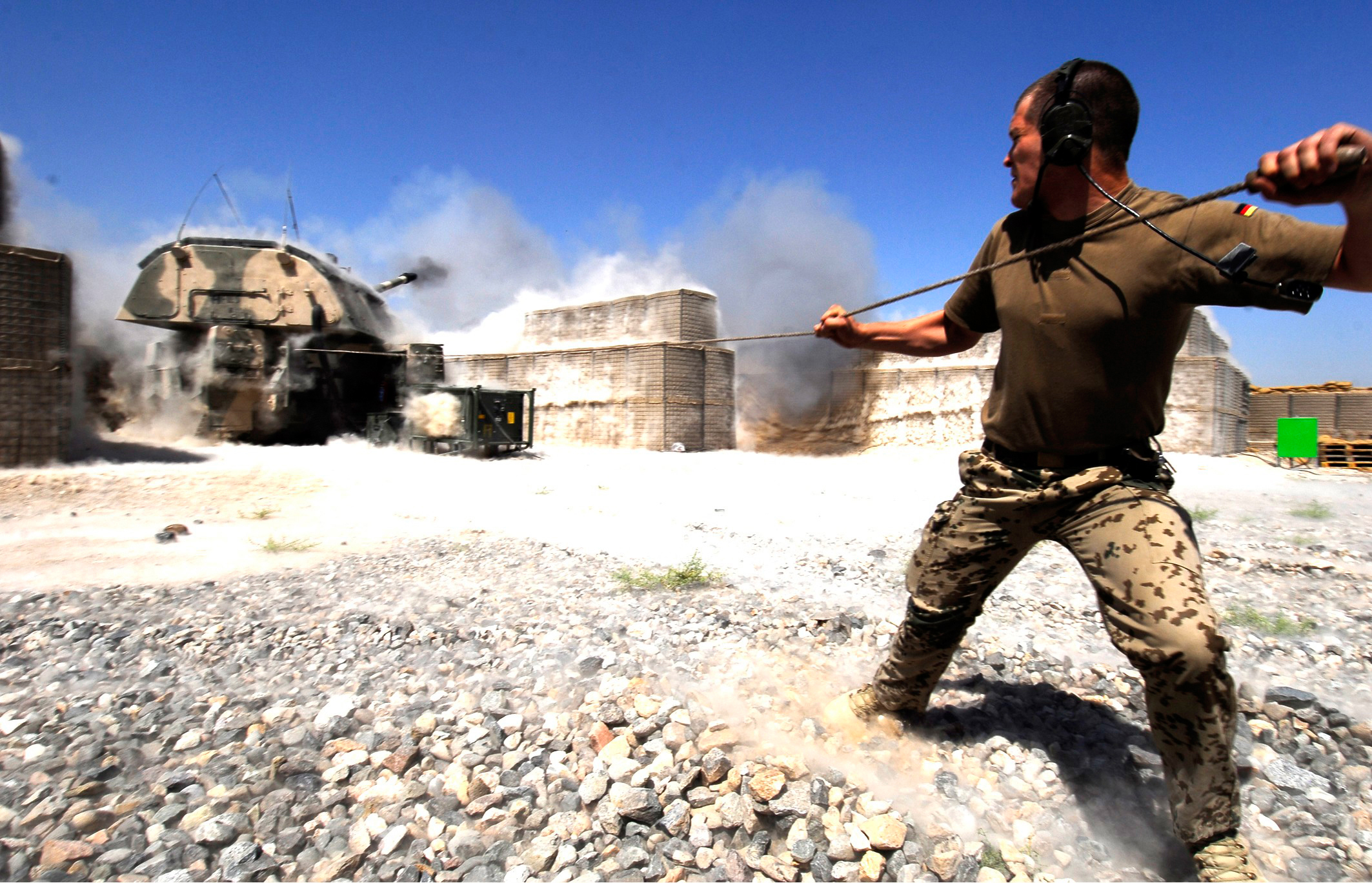
Eine deutsche Panzerhaubitze 2000 des PRT Kunduz während einer Schießübung.

Konzertierte Operationen begannen mit „provokativen“ Patrouillen ins Kernland der Taliban, von Bundeswehrsoldaten „Talibanien“ getauft. Dabei durchsuchten deutsche und afghanische Soldaten mehrere Gehöfte und Farmhäuser in der Provinz Kunduz. Bei Widerstandshandlungen wurden vier mutmaßliche Aufständische und zwei ANA-Soldaten getötet. Außerdem wurden 40 mutmaßliche Aufständische gefangen genommen. Zudem konnten mehrere versteckte Waffenlager ausgehoben werden. Bundeswehreinheiten wurden daraufhin auf längere Patrouillen geschickt, um eine Präsenz in der Tiefe zu erreichen. Diese Patrouillen wurden in der Folgezeit mehrmals angegriffen, erlitten aber keine Verluste.
Am 29. April 2009 unternahmen deutsche und afghanische Infanteriekräfte eine Aufklärungsoperation, um Feindaktivitäten im Raum Chahar Darreh westlich von Kunduz festzustellen. Gegen Mittag griff ein Selbstmordattentäter eine deutsche Einheit an und verwundete fünf Soldaten. Am gleichen Tag geriet ein deutscher Konvoi des Jägerbataillons 292 auf der „Road Banana“ beim Marsch in das deutsche Feldlager in einen Hinterhalt. Nachdem es den Fahrzeugen gelungen war, unter Erwiderung des Feuers aus dem Hinterhalt auszubrechen und den Marsch weiter fortzusetzen, gerieten sie einen Kilometer weiter in ein zweites Feuergefecht: Etwa fünfzig Aufständische griffen entlang einer Strecke von 1500 m aus mehreren vorbereiteten Stellungen heraus den deutschen Konvoi nun taktisch geplant mit Handfeuerwaffen und Panzerfäusten an. Dabei fiel ein deutscher Soldat und vier Soldaten wurden verwundet, womit zum ersten Mal seit dem Zweiten Weltkrieg ein deutscher Soldat in einer bewaffneten Auseinandersetzung getötet wurde. Ein gegnerischer Panzerfaustschütze wurde ebenfalls erschossen, wie auch zwei potentielle Selbstmordattentäter, die sich auf Motorrädern dem Konvoi näherten.
Am 7. Mai unternahm die ISAF einen erneuten Versuch, den umkämpften Distrikt Chahar Darreh unter ihre Kontrolle zu bringen. Am späten Mittag wurden deutsche Einheiten im Randbezirk zwischen Kunduz und Chahar Darreh angegriffen. Deutsche und afghanische Verstärkungskräfte umzingelten die Angreifer, lieferten sich mit ihnen ein etwa vierundzwanzigstündiges Gefecht und bekämpften den Gegner auch mit Hilfe von Luftnahunterstützung. Dabei wurden sieben feindliche Kämpfer getötet, 14 verwundet und mehrere gefangen genommen. Am gleichen Tag unternahmen Soldaten des Kommando Spezialkräfte zusammen mit afghanischen Sicherheitskräften und ISAF-Einheiten eine Zugriffsoperation in der Nähe von Faizabad, bei der der Talibankommandeur für Nordostafghanistan, Abdul Razeq, gefangen genommen wurde. Ein KSK-Soldat verletzte sich dabei im schwierigen Gelände.
In der Folgezeit wurde das PRT Kunduz durch weitere deutsche Kräfte verstärkt. Gleichzeitig verschlechterte sich die allgemeine Sicherheitslage. So wurden alle Mädchenschulen in Chahar Darreh von den Einheimischen aus Angst vor Übergriffen der Taliban geschlossen. Im Mai 2009 kam es wiederholt zu Angriffen und Gefechten zwischen ISAF und islamistischen Aufständischen.

### Operation Sahda Ehlm
Am 4. Juni unternahmen deutsche Schutzkräfte des PRT Kunduz zusammen mit der Quick Reaction Force des Regionalkommandeurs eine weitere Offensivoperation im Chahar-Darreh-Distrikt, nachdem eine deutsche Patrouille an der Stadtgrenze von Kunduz in einen Hinterhalt im Grünstreifen geraten war. Bei den anschließenden schweren Kämpfen kamen zehn Aufständische ums Leben.
Am 7. Juni wurden ebenfalls in Chahar Darreh zwei deutsche Soldaten angeschossen. Außerdem wurden ein Aufständischer getötet und zwei verwundet. Bei weiteren Gefechten erlitten die Aufständischen Verluste in Höhe von 7 Toten und 14 Verwundeten. Am 15. Juni gegen 10:50 Uhr wurde eine Patrouille der afghanischen Armee zusammen mit Soldaten eines belgischen Verbindungsteams (OMLT) nordwestlich des PRT Kunduz beschossen. In dem sich anschließenden Gefecht setzten die Afghanen Luftnahunterstützung ein. Als deutsche und afghanische Verstärkungskräfte eintrafen, konnte der Gegner zum Ausweichen gezwungen werden. Im Verlauf des Gefechts wurden zwei afghanische Soldaten getötet und zwei weitere verletzt. Die Angreifer hatten fünf Tote und vier Verletzte.

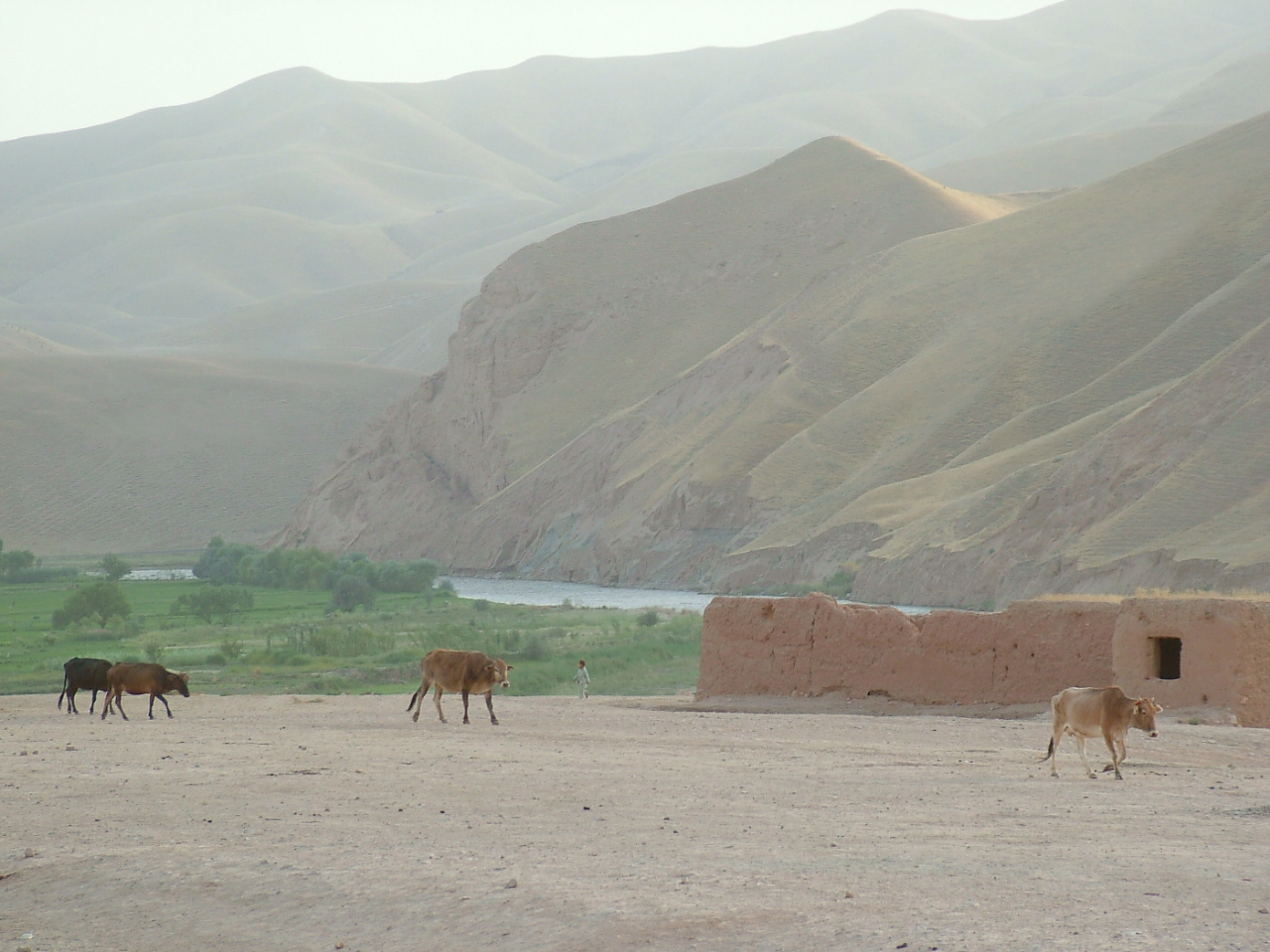
Das Umland von Kunduz, in dem fast täglich heftige Kämpfe stattfanden

Am 23. Juni kam es zu einer erneuten Auseinandersetzung, als nur wenige Kilometer von Kunduz entfernt rund 300 deutsche und afghanische Soldaten von Aufständischen angegriffen wurden. Drei Deutsche kamen ums Leben, als ihr Transportpanzer bei einem Ausweichmanöver in einen Wassergraben stürzte und sich überschlug. Auch drei Angreifer kamen ums Leben. In der Folgezeit fanden immer wieder Scharmützel statt, und ISAF-Einrichtungen in Kunduz wurden erneut zum Ziel von Mörser- und Raketenangriffen.

### Operation Oqab
Die deutsch-afghanischen Anstrengungen im Juli 2009 im Zuge der Operation Oqab (Operation Adler) führten ab dem 20. Juli zu heftigen Kämpfen, in denen die Bundeswehr zum ersten Mal in ihrer Geschichte leichte Artillerie (Mörser) und Schützenpanzer einsetzte. Dabei wurden 16 Aufständische getötet, 12 verwundet und 14 gefangen genommen. Außerdem kamen zwei afghanische Zivilisten ums Leben, als deutsche Soldaten, die einen Selbstmordanschlag befürchteten, deren Auto beschossen. Die Taliban verübten daraufhin mehrere Attentate, denen eine Anzahl von Zivilisten zum Opfer fielen.
Obwohl sich die Situation danach für rund eine Woche beruhigte, warnten Beobachter, dass die Taliban noch nicht geschlagen seien und bald nach Chahar Darreh zurückkehren könnten. Dies zeigte auch ein starker Anstieg neuerlicher Attacken auf deutsche Soldaten. So wurde beispielsweise am 7. August ein Bundeswehrsoldat während eines Gefechtes angeschossen. Am 16. August attackierten die Aufständischen zum ersten Mal auch Nachschublieferungen für die ISAF und afghanische Dienststellen.
Die afghanischen Präsidentschaftswahlen Ende August wurden mit Spannung erwartet, da man einen rasanten Anstieg der Talibanaktivitäten befürchtete; tatsächlich aber verlief der Urnengang in Kunduz eher ruhig.

### Operation Aragon
Im September 2009 fanden allerdings erneut schwere Auseinandersetzungen statt. Im Distrikt Imam Shahib kam es am 3. September zu Feuergefechten zwischen Aufständischen und Bundeswehrsoldaten, die zur Absicherung afghanischer Sicherheitskräfte bei einer Operation gegen Taliban eingesetzt wurden. Elf Aufständische wurden getötet, vier deutsche Soldaten verwundet. Mehrere deutsche Fahrzeuge wurden zerstört; auf beiden Seiten wurde Militärgerät zerstört oder beschädigt.

### Luftangriff bei Kunduz

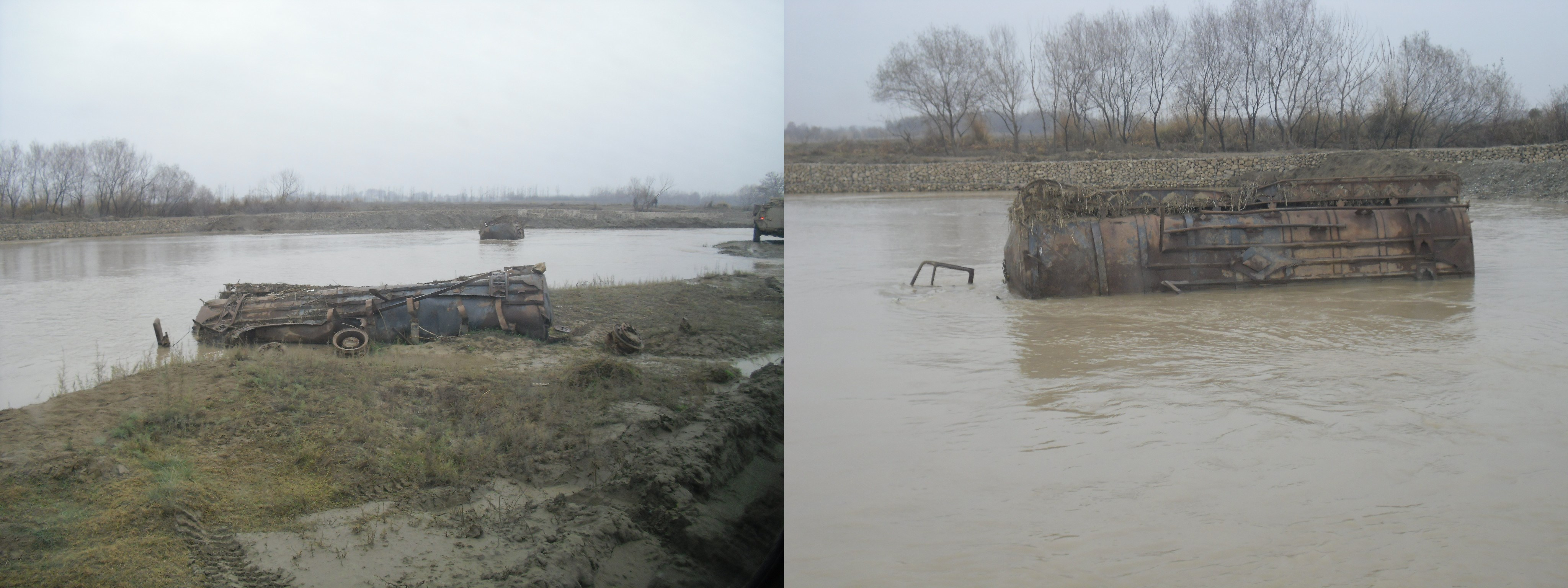
Tankwrack

Am frühen Morgen des 4. September forderte das PRT-Kommando einen in der Konsequenz verheerenden Luftangriff auf zwei Treibstofflaster an, die von den Taliban entführt worden waren und sich etwa 7 Kilometer vom deutschen Feldlager entfernt in einer Furt festgefahren hatten. Dabei kamen nach Angaben der afghanischen Regierung 69 Aufständische und bis zu 30 Zivilisten ums Leben. Der Luftangriff und die anschließende Informationspolitik des Verteidigungsministers Franz Josef Jung lösten nationale und internationale Kritik aus. Ende November 2009 traten der Generalinspekteur der Bundeswehr, Wolfgang Schneiderhan, und der ab der Bundestagswahl vom 27. September 2009 dem Arbeitsministerium vorstehende Franz Josef Jung von ihren Ämtern zurück.
Tags darauf wurden drei deutsche Soldaten bei einem Selbstmordattentat verwundet. Bei weiteren Auseinandersetzungen in den folgenden Wochen wurden acht deutsche Soldaten verwundet, darunter nach Medienberichten zum ersten Mal auch eine Frau. Kommandosoldaten der Bundeswehr gelang es Anfang Oktober außerdem, 15 mutmaßliche Aufständische in einem Überraschungsangriff gefangen zu nehmen. Am 20. Oktober kam es am Rande einer humanitären Hilfeleistung zu Gefechten zwischen Bundeswehrsoldaten und Aufständischen, bei denen mindestens ein Angreifer getötet wurde.

### Spezialkräfteoperation in Gor Tepa
Anfang November 2009 griffen auch US-amerikanische Spezialkräfte unterstützend in die Kampfhandlungen ein. Medienberichten zufolge attackierten afghanische Sicherheitskräfte mit ihnen zusammen eine größere Gruppe Aufständischer in Gor Tepa; deutsche Soldaten waren mit der Sicherung des Einsatzgebiets betraut und schnitten fliehenden Aufständischen die Fluchtwege ab. Bis zu 133 Aufständische kamen dabei ums Leben, außerdem wurden 13 verwundet und 25 gefangen genommen; ein US-Soldat wurde getötet, ein afghanischer Soldat verwundet. Auch Qari Bashir Haqqani, einer der höchsten Anführer der Taliban in Kunduz, soll unter den Toten gewesen sein.

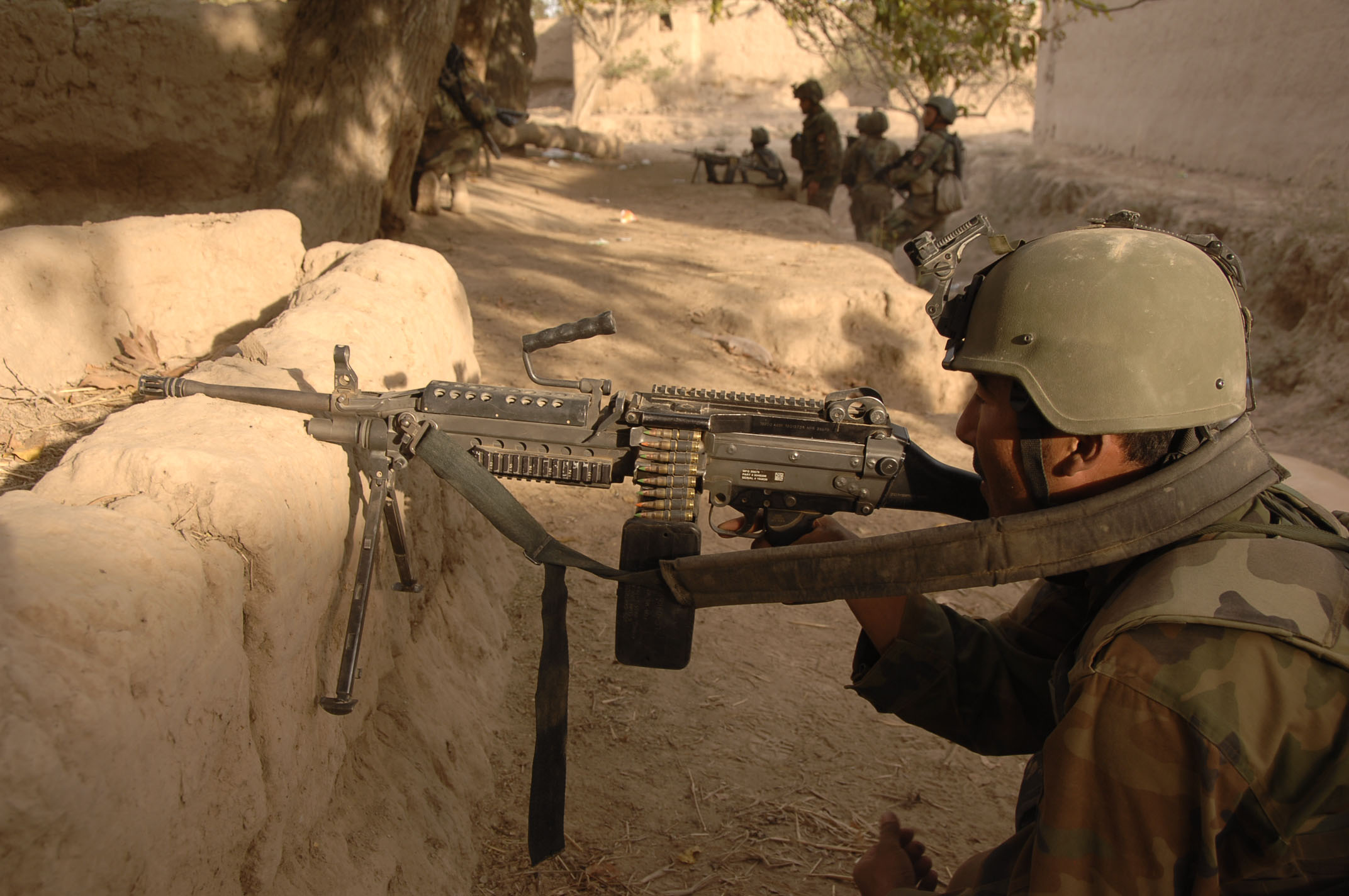
Afghanische Sicherheitskräfte erwarten einen Gegenangriff während einer Operation amerikanischer und afghanischer Soldaten mit Unterstützung von deutschen Kräften des PRT Kunduz

Die afghanisch-amerikanische Offensive endete am 10. November.
Tags darauf musste eine afghanisch-deutsche Patrouille Verluste hinnehmen, als sie in Chahar Darreh in einen Hinterhalt geriet und ein Deutscher und ein Afghane verwundet wurden. Zum ersten Mal wurden auch CH-53GS-Helikopter vom Boden aus beschossen und mussten aufgrund geringer Schäden aus Sicherheitsgründen umkehren. Am 15. November gab es einen weiteren Vorfall dieser Art: Diesmal war ein Luftfahrzeug involviert, an Bord dessen sich der Bundesverteidigungsminister Karl-Theodor zu Guttenberg befand. In der Folgezeit lieferten sich deutsche Soldaten fast täglich Auseinandersetzungen mit feindlichen Kämpfern.

### Operation Expand to Southern Chahar Darreh
Am 14. Dezember wurde eine weitere Offensive gestartet. Die eingesetzte Einheit bestand aus 300 Bundeswehrsoldaten und 300 Angehörigen der afghanischen Sicherheitskräfte. Ziel war es, einen permanenten Außenposten in Chahar Darreh auf der Höhe 431 zu errichten und das Vertrauen der Bevölkerung in die einheimischen Sicherheitskräfte zurückzugewinnen. Die Offensive sollte bis zum 20. Dezember dauern. Pioniere und Angehörige der 4./PzGrenBtl 391 gerieten am Morgen des 14. Dezember in ein Gefecht mit Taliban, als sie versuchten, eine Brücke nach Chahar Darreh zu errichten, um den Kundus-Fluss passierbar zu machen. Noch heftigere Gefechte wurden in den Folgetagen gemeldet, bei denen zwei deutsche Soldaten im Kampf verwundet und „einige“ Taliban-Kämpfer getötet wurden, einschließlich ihres Anführers Mullah Ahsanullah.

### Operation Gala-e-Gorg
Ende Januar 2010 wurde eine weitere Infanteriekompanie mit 5 SPz Marder und 18 Dingos nach Kunduz verlegt (die inzwischen bereits vierte deutsche Infanteriekompanie im Raum Kunduz). Unmittelbar nach deren Eintreffen und der Konferenz in London starteten 470 deutsche sowie 120 afghanische Soldaten und Polizisten am 27. Januar 2010 die Operation „Gala-e-Gorg“ (Wolfsrudel). Ziel der Operation ist es, die Bewegungsfreiheit der internationalen Truppen wiederherzustellen. Am Ende der Mission sollen die afghanischen Kräfte in dem Gebiet zumindest einige Kontrollpunkte errichten. Die Operation stellt damit die personell größte Beteiligung deutscher Kräfte bei einer solchen Offensive dar.

### Gefecht am Karfreitag
Am 2. April 2010 um 13 Uhr Ortszeit geriet eine deutsche Patrouille im Gebiet Chahar Darreh (alternativ Chahar Dara geschrieben), wo Mitte Dezember ein permanenter Außenposten errichtet worden war (siehe oben), während eines Einsatzes zur Minenräumung und Vorbereitung eines Brückenbaus in einen Hinterhalt. Je nach Quellen sollen sich zwischen 30 und 200 Talibankämpfer in Wohnhäusern verschanzt haben. Die Aufständischen eröffneten das Feuer mit Gewehren und Panzerfäusten, nachdem einige der Soldaten ihre geschützten Fahrzeuge verlassen hatten. Im folgenden Feuergefecht, das sich über mehrere Stunden hinzog, wurden sechs deutsche Soldaten teilweise schwer verwundet, von denen drei kurz darauf ihren Verletzungen erlagen. Als sich die Bundeswehrsoldaten zurückziehen wollten, fuhr ein Fahrzeug vom Typ ATF Dingo auf eine Sprengfalle; dabei wurden vier weitere deutsche Soldaten teilweise schwer verwundet. Daraufhin wurde Verstärkung herangeführt und die Verwundeten mit zwei US-Hubschraubern vom Typ Sikorsky UH-60, einer mit deutschen Sanitätern an Bord, der andere als Feuerschutz, ins Feldlager Kunduz ausgeflogen. Vier Schwerverletzte mussten direkt in das besser ausgestattete Feldlager in Mazar-i-Sharif verlegt werden und wurden später nach Deutschland ausgeflogen. Des Weiteren forderte man Unterstützung durch die US-Luftwaffe an; es kam allerdings zu keinem Waffeneinsatz, sondern lediglich zu einem sogenannten Show of Force. Auch die Truppen am Boden konnten keine schweren Waffen einsetzen, da die Kampfhandlungen in bewohntem Gebiet stattfanden. Bei der Heranführung von Verstärkung kam es zu einem tragischen Zwischenfall, als ein offenkundig mit bewaffneten Personen besetzter Ford-Geländewagen, der trotz mehrmaliger Aufforderung nicht anhielt, von einem Schützenpanzer Marder beschossen wurde. Dabei starben fünf afghanische Soldaten. Das Fahrzeug soll nicht als der ANA zugehörig erkennbar gewesen sein, da Fahrzeuge dieses Typs auch in die Hände der Taliban gelangt seien und die ANA weder über einheitliche Uniformen noch ein funktionierendes Funknetz verfügte. Bei diesem Gefecht am Karfreitag waren deutsche Soldaten zum ersten Mal seit dem Zweiten Weltkrieg an länger anhaltenden Kampfhandlungen beteiligt.

### Operation Halmazag
siehe Hauptartikel: Operation Halmazag

### Operation Towse A Garbe II
siehe Hauptartikel: Operation Towse A Garbe II

### Operation Desert Dragon
siehe Hauptartikel: Desert Dragon

## Einsatz von Spezialkräften zur Bekämpfung der gegnerischen Führung

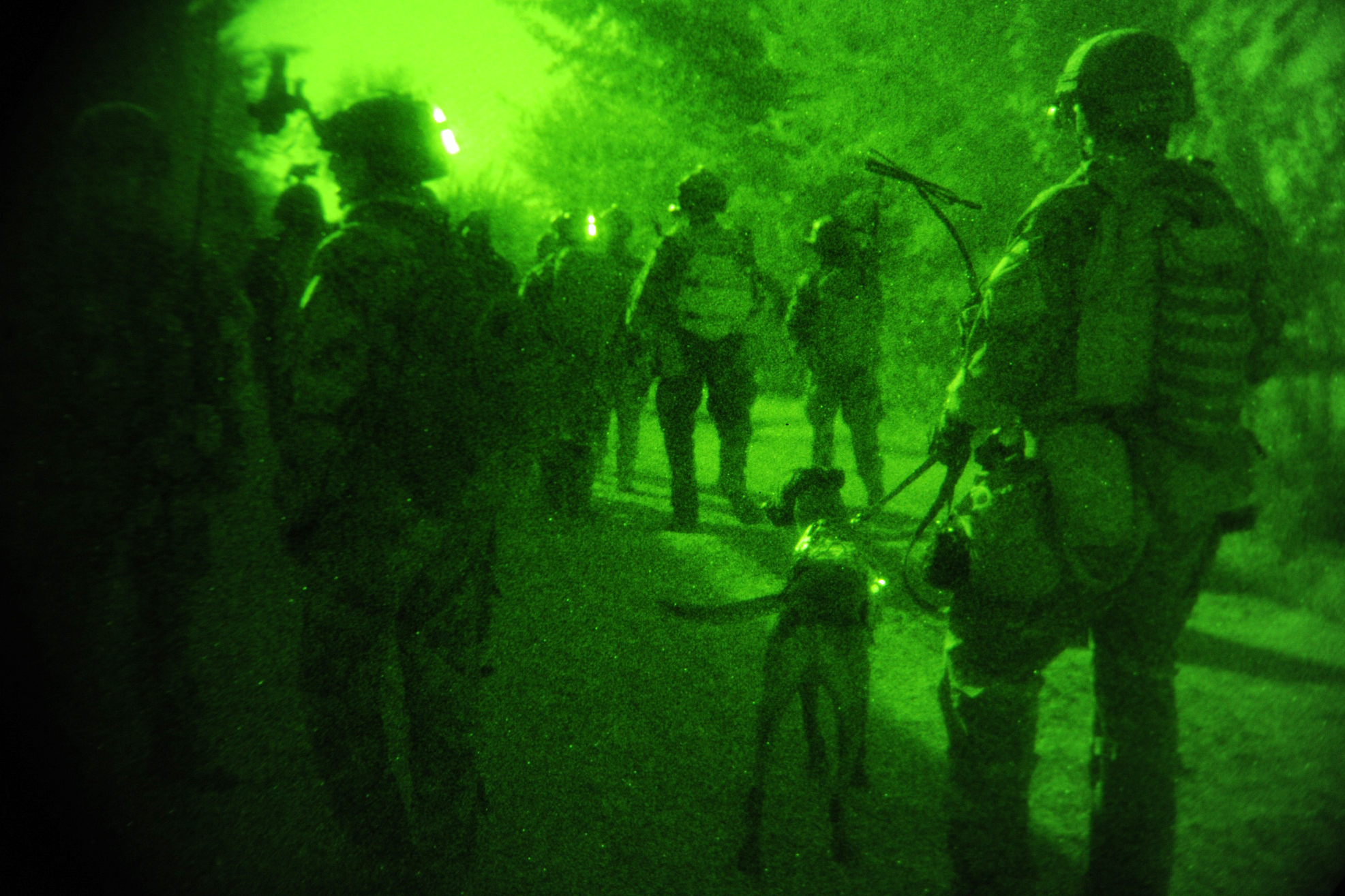
Amerikanische und afghanische Spezialkräfte während einer nächtlichen Operation im Distrikt Archi im September 2012.

Seit Oktober 2009 setzen die Streitkräfte der Vereinigten Staaten und Deutschlands in den Provinzen Kunduz und Takhar verdeckt operierende Spezialeinheiten zur Bekämpfung der gegnerischen Führungsriege der Taliban, der Islamischen Bewegung Uzbekistan (IMU) und der Hezb-e-Islami Gulbuddin (HIG) ein. Dabei kämpften Einheiten der US Special Forces zusammen mit Soldaten der afghanischen Armee im November 2009 offen gegen Aufständische in einem als „Zweistromland“ bezeichneten Gebiet nordwestlich von Kunduz-Stadt. Bei dieser Operation („Wadi-e-Cauca“) wurden die Amerikaner und Afghanen, Medienberichten zufolge, von deutschen Soldaten unterstützt, die für die Abriegelung und Überwachung des Operationsgebietes entlang des Kunduz-Flusses zuständig waren.
Ab Dezember 2009 setzten die Vereinigten Staaten zudem die Sondereinheit Task Force 373 zur Jagd auf Taliban- und Aufstandsführer in den Provinzen Kunduz und Baghlan ein, die Personenziele in Nachtoperationen gefangen nehmen oder töten sollen. Diese Operationen sorgten innerhalb kürzester Zeit für die Ausschaltung von mehreren hochrangigen Anführern, aber auch Logistikern und IED-Hersteller der Aufständischen und übten auf diese neben den regulären Operationen von ISAF- und OEF-Truppen enormen Druck aus. Seit dem Frühjahr 2010 wird diese Sondereinheit durch die Task Force 3-10 abgelöst, die in Gesamt-Nordafghanistan den gleichen Auftrag wie ihre Vorgänger erhielt.
Die Bundeswehr setzt seit 2007 eine Einheit des Kommandos Spezialkräfte, die Task Force 47, im Raum Mazar-e-Sharif und Kunduz ein, deren Hauptaufträge die Gefangennahme von gegnerischen Anführern und die Ausbildung von afghanischen Spezialeinheiten ist.
So nahm die Task Force 47 am 21. Oktober 2010 den ehemaligen Taliban-Kommandeur Maulawi Roshan in einer Nachtoperation gefangen und verhaftete zusammen mit einer Spezialeinheit der afghanischen Polizei am 21. Dezember 2010 mehrere Taliban, darunter den Sprengfallen-Experten Hayatollah, in dem Dorf Khalazai im Chahar Dara Distrikt.
Medienberichten der Bild-Zeitung vom 23. Oktober 2012 zufolge haben Angehörige des KSK am 19. Oktober 2012 in der Ortschaft Ghunday Kalay, Distrikt Chahar Darreh den als „Taliban-Schattengouverneur“ der Provinz Kunduz geltenden Mullah Abdul Rahman gemeinsam mit Angehörigen einer verbündeten, afghanischen Polizeisondereinheit in einer Zugriffsoperation („Night Raid“) festgenommen.
Einzelheiten der Operation wurden weder von der Bundeswehr noch von der Schutztruppe ISAF bestätigt.

## Übergabe des PRT Kunduz und Ende des deutschen Militärengagements

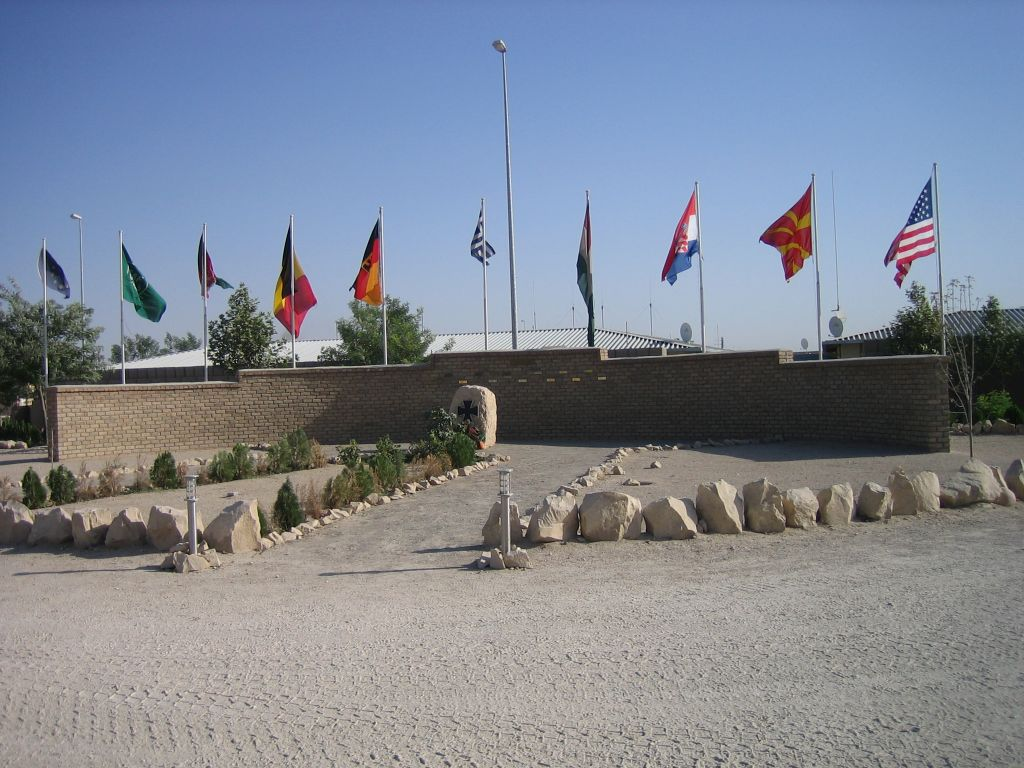
Ehrenhain im PRT Kunduz zum Gedenken an die gefallenen ISAF-Soldaten

Am Sonntag, den 6. Oktober 2013 wurde das Provincial Reconstruction Team Kunduz in Anwesenheit des Bundesaußenministers Guido Westerwelle und des Bundesverteidigungsministers Thomas de Maizière an afghanische Sicherheitskräfte übergeben. Damit endete formal das militärische Engagement der Bundeswehr in der Provinz Kunduz.
Das Feldlager sollte fortan durch die Afghan National Army (ANA) als Stützpunkt und durch die Afghan National Civil Order Police (ANCOP) als Ausbildungseinrichtung genutzt werden.

## Entwicklung

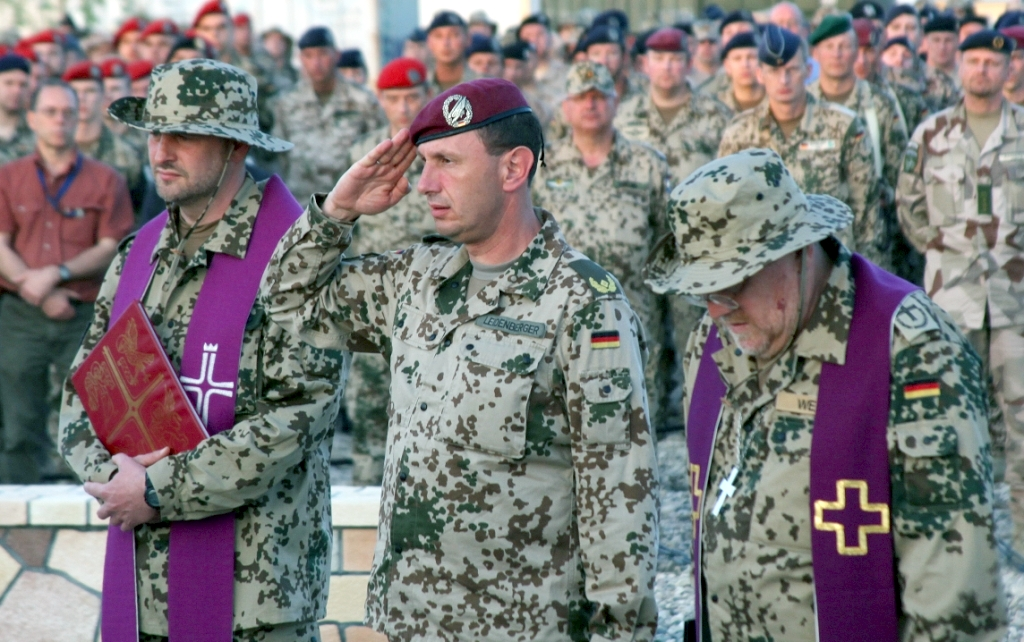
Regionalkommandeur Frank Leidenberger und Militärgeistliche während einer Trauerfeier für Gefallene im April 2010

Seit April 2009 kam es in Nordafghanistan zu den schwersten Gefechten, die deutsche Infanteriekräfte nach Ende des Zweiten Weltkrieges führen mussten. Die Kampfhandlungen symbolisieren zudem den Wandel der deutschen Sicherheitsstrategie im Regionalkommando Nord, nachdem immer offensiver auftretende Aufständische nun gezielt bekämpft und vernichtet werden, um ein Wiedererstarken der Taliban zu verhindern.
Die Intensität der Gefechte hat in Deutschland eine Debatte ausgelöst hinsichtlich der rechtlichen Bewertung des Afghanistaneinsatz der Bundeswehr. Lange Zeit behandelten deutsche Regierungen diesen Einsatz nicht als Kriegseinsatz. Einige – vor allem ausländische – Beobachter vermuteten, dass die andauernden Kampfhandlungen das Wählerverhalten bei den Bundestagswahlen 2009 beeinflussen würden, was jedoch nicht der Fall war. Andere wiederum erachteten die Bereitschaft der Bundesregierung zur Übernahme von mehr Verantwortung als Antwort auf die scharfe Kritik, mit der Bündnispartner in der Vergangenheit auf deutsche Vorbehalte in Afghanistan reagiert hatten.